# Olympische Sommerspiele 1972/Rudern – Vierer mit Steuermann
Der Vierer mit Steuermann bei den Olympischen Sommerspielen 1972 wurde vom 27. August bis 2. September auf der Regattastrecke Oberschleißheim ausgetragen.

## Ergebnisse

### Vorläufe

#### Vorlauf 1
| Rang | Nation             | Athleten                                                                                        | Zeit    | Anm. |
| ---- | ------------------ | ----------------------------------------------------------------------------------------------- | ------- | ---- |
| 1    | BR Deutschland     | Peter Berger, Hans-Johann Färber, Gerhard Auer, Alois Bierl, Uwe Benter (Stm.)                  | 6:46,66 | Q    |
| 2    | Sowjetunion        | Wolodymyr Sterlyk, Wladimir Solowjew, Alexander Ljubaturow, Juri Schamajew, Igor Rudakow (Stm.) | 6:50,21 | Q    |
| 3    | Neuseeland         | Warren Cole, Chris Nilsson, John Clark, David Lindstrom, Peter Lindsay (Stm.)                   | 6:51,76 | Q    |
| 4    | Vereinigte Staaten | David Sawyer, Charles Ruthford, Chad Rudolph, Michael Vespoli, Stewart MacDonald (Stm.)         | 6:56,01 | H    |
| 5    | Norwegen           | Alf John Hansen, Finn Tveter, Tom Welo, Petter Wærness, Jørgen Cappelen (Stm.)                  | 7:05,75 | H    |

#### Vorlauf 2
| Rang | Nation         | Athleten                                                                               | Zeit    | Anm. |
| ---- | -------------- | -------------------------------------------------------------------------------------- | ------- | ---- |
| 1    | Schweiz        | Hanspeter Lüthi, Urs Fankhauser, Franz Rentsch, Denis Oswald, Rolf Stadelmann (Stm.)   | 6:53,30 | Q    |
| 2    | Italien        | Antonio Baldacci, Renzo Sambo, Pasquale Chiabai, Claudio Padoan, Alberto Cecchi (Stm.) | 6:53,59 | Q    |
| 3    | Großbritannien | Christopher Pierce, Alan Almand, Hugh Matheson, Rooney Massara, Patrick Sweeney (Stm.) | 6:57,33 | Q    |
| 4    | Australien     | John Lee, Peter Shakespear, William Baillieu, Philip Wilkinson, Vern Bowrey (Stm.)     | 7:07,00 | H    |
| 5    | Dänemark       | Mogens Holm, Bjarne Pedersen, Per Wind, Jens Lindhardt, Kim Wind (Stm.)                | 7:08,22 | H    |

#### Vorlauf 3
| Rang | Nation           | Athleten                                                                                    | Zeit    | Anm. |
| ---- | ---------------- | ------------------------------------------------------------------------------------------- | ------- | ---- |
| 1    | DDR              | Dietrich Zander, Reinhard Gust, Eckhard Martens, Rolf Jobst, Klaus-Dieter Ludwig (Stm.)     | 6:44,57 | Q    |
| 2    | Tschechoslowakei | Otakar Mareček, Karel Neffe, Vladimír Jánoš, František Provazník, Vladimír Petříček (Stm.)  | 6:49,41 | Q    |
| 3    | Niederlande      | Wim Grothuis, Evert Kroes, Jan-Willem van Woudenberg, Johan ter Haar, Kees de Korver (Stm.) | 6:53,30 | Q    |
| 4    | Kanada           | Edgar Smith, James Walker, Roger Jackson, Robert Cunliffe, Michael Conway (Stm.)            | 7:01,52 | H    |

### Hoffnungslauf
| Rang | Nation             | Athleten                                                                                | Zeit    | Anm. |
| ---- | ------------------ | --------------------------------------------------------------------------------------- | ------- | ---- |
| 1    | Vereinigte Staaten | David Sawyer, Charles Ruthford, Chad Rudolph, Michael Vespoli, Stewart MacDonald (Stm.) | 7:02,68 | Q    |
| 2    | Kanada             | Edgar Smith, James Walker, Roger Jackson, Robert Cunliffe, Michael Conway (Stm.)        | 7:04,35 | Q    |
| 3    | Norwegen           | Alf John Hansen, Finn Tveter, Tom Welo, Petter Wærness, Jørgen Cappelen (Stm.)          | 7:05,09 | Q    |
| 4    | Australien         | John Lee, Peter Shakespear, William Baillieu, Philip Wilkinson, Vern Bowrey (Stm.)      | 7:07,08 |      |
| 5    | Dänemark           | Mogens Holm, Bjarne Pedersen, Per Wind, Jens Lindhardt, Kim Wind (Stm.)                 | 7:19,67 |      |

### Halbfinale

#### Halbfinale 1
| Rang | Nation           | Athleten                                                                                   | Zeit    | Anm. |
| ---- | ---------------- | ------------------------------------------------------------------------------------------ | ------- | ---- |
| 1    | BR Deutschland   | Peter Berger, Hans-Johann Färber, Gerhard Auer, Alois Bierl, Uwe Benter (Stm.)             | 7:19,43 | QA   |
| 2    | Tschechoslowakei | Otakar Mareček, Karel Neffe, Vladimír Jánoš, František Provazník, Vladimír Petříček (Stm.) | 7:20,95 | QA   |
| 3    | Neuseeland       | Warren Cole, Chris Nilsson, John Clark, David Lindstrom, Peter Lindsay (Stm.)              | 7:21,94 | QA   |
| 4    | Schweiz          | Hanspeter Lüthi, Urs Fankhauser, Franz Rentsch, Denis Oswald, Rolf Stadelmann (Stm.)       | 7:28,25 | QB   |
| 5    | Norwegen         | Alf John Hansen, Finn Tveter, Tom Welo, Petter Wærness, Jørgen Cappelen (Stm.)             | 7:32,51 | QB   |
| 6    | Großbritannien   | Christopher Pierce, Alan Almand, Hugh Matheson, Rooney Massara, Patrick Sweeney (Stm.)     | 7:35,11 | QB   |

#### Halbfinale 2
| Rang | Nation             | Athleten                                                                                        | Zeit    | Anm. |
| ---- | ------------------ | ----------------------------------------------------------------------------------------------- | ------- | ---- |
| 1    | Sowjetunion        | Wolodymyr Sterlyk, Wladimir Solowjew, Alexander Ljubaturow, Juri Schamajew, Igor Rudakow (Stm.) | 7:09,08 | QA   |
| 2    | DDR                | Dietrich Zander, Reinhard Gust, Eckhard Martens, Rolf Jobst, Klaus-Dieter Ludwig (Stm.)         | 7:11,12 | QA   |
| 3    | Vereinigte Staaten | David Sawyer, Charles Ruthford, Chad Rudolph, Michael Vespoli, Stewart MacDonald (Stm.)         | 7:18,59 | QA   |
| 4    | Niederlande        | Wim Grothuis, Evert Kroes, Jan-Willem van Woudenberg, Johan ter Haar, Kees de Korver (Stm.)     | 7:23,66 | QB   |
| 5    | Kanada             | Edgar Smith, James Walker, Roger Jackson, Robert Cunliffe, Michael Conway (Stm.)                | 7:31,90 | QB   |
| 6    | Italien            | Antonio Baldacci, Renzo Sambo, Pasquale Chiabai, Claudio Padoan, Alberto Cecchi (Stm.)          | 7:34,67 | QB   |

### Finale

#### B-Finale
| Rang | Nation         | Athleten                                                                                    | Zeit    |
| ---- | -------------- | ------------------------------------------------------------------------------------------- | ------- |
| 7    | Niederlande    | Wim Grothuis, Evert Kroes, Jan-Willem van Woudenberg, Johan ter Haar, Kees de Korver (Stm.) | 7:05,83 |
| 8    | Schweiz        | Hanspeter Lüthi, Urs Fankhauser, Franz Rentsch, Denis Oswald, Rolf Stadelmann (Stm.)        | 7:07,80 |
| 9    | Norwegen       | Alf John Hansen, Finn Tveter, Tom Welo, Petter Wærness, Jørgen Cappelen (Stm.)              | 7:07,85 |
| 10   | Großbritannien | Christopher Pierce, Alan Almand, Hugh Matheson, Rooney Massara, Patrick Sweeney (Stm.)      | 7:12,14 |
| 11   | Italien        | Antonio Baldacci, Renzo Sambo, Pasquale Chiabai, Claudio Padoan, Alberto Cecchi (Stm.)      | 7:13,03 |
| 12   | Kanada         | Edgar Smith, James Walker, Roger Jackson, Robert Cunliffe, Michael Conway (Stm.)            | 7:16,13 |

#### A-Finale
| Rang | Nation             | Athleten                                                                                        | Zeit    |
| ---- | ------------------ | ----------------------------------------------------------------------------------------------- | ------- |
| 1    | BR Deutschland     | Peter Berger, Hans-Johann Färber, Gerhard Auer, Alois Bierl, Uwe Benter (Stm.)                  | 6:31,85 |
| 2    | DDR                | Dietrich Zander, Reinhard Gust, Eckhard Martens, Rolf Jobst, Klaus-Dieter Ludwig (Stm.)         | 6:33,30 |
| 3    | Tschechoslowakei   | Otakar Mareček, Karel Neffe, Vladimír Jánoš, František Provazník, Vladimír Petříček (Stm.)      | 6:35,64 |
| 4    | Sowjetunion        | Wolodymyr Sterlyk, Wladimir Solowjew, Alexander Ljubaturow, Juri Schamajew, Igor Rudakow (Stm.) | 6:37,71 |
| 5    | Vereinigte Staaten | David Sawyer, Charles Ruthford, Chad Rudolph, Michael Vespoli, Stewart MacDonald (Stm.)         | 6:41,86 |
| 6    | Neuseeland         | Warren Cole, Chris Nilsson, John Clark, David Lindstrom, Peter Lindsay (Stm.)                   | 6:42,55 |